# مدينة السلطان هيثم
مدينة السلطان هيثم هي مدينة جديدة مخططة، تمثل نموذجا للمدن المستقبلية في سلطنة عُمان، كما تشكل المدينة وجهة جاذبة ومعززة للاستثمار، حيث خُططت المدينة على مساحة 14,8 مليون م2.

## الجغرافيا

### الموقع
تقع مدينة السلطان هيثم في ولاية السيب على مساحة 14 مليون متر مربع، وتستوعب 100 ألف نسمة، وتضم 20 ألف وحدة سكنية، إضافة إلى مسطحات خضراء على مساحة 2,9 مليون مربع، و 19 حيّاً متكاملًا (فلل منفصلة/ فلل شبه متصلة/ تاون هاوس/ شقق).

## السكان
المدينة مخطط لها أن تستوعب 100 ألف نسمة بمعدل 20 ألف وحدة سكنية.

## المخطط
يقدم المخطط الرئيسي للمدينة المستقبلية الذكية في ولاية السيب فرصة استثنائية لتطوير نموذج فريد يرسي معايير جديدة في بناء المدن المستدامة، مع مواكبة متطلبات وتطلعات الحياة العصرية للشباب، حيث تتكون من:
- المساحة الإجمالية للأرض: 14،800،000 متر مربع.
- إجمالي المساحات الخضراء 2،900،000 متر مربع.
- الحديقة المركزية والوادي 1،640،000 متر مربع.
- العدد الإجمالي للسكان: 100،000 نسمة.
- عدد الوحدات السكنية: 20،000.

## المراحل
مدينة السلطان هيثم تتضمن أربعة مراحل، تبدأ عام 2024، وتنتهي عام 2045. ومراحل تنفيذ المدينة هي:
- المرحلة الأولى: 2024 – 2030
- المرحلة الثانية: 2028 – 2034
- المرحلة الثالثة: 2033 – 2040
- المرحلة الرابعة: 2038 – 2045

ومن المقرر أن تبدأ المرحلة الأولى من بناء المدية العام المقبل 2024 وتستمر حتى 2030، وتتضمن هذه المرحلة تطوير مركز المدينة على مساحة تقدر حوالي 5 ملايين متر مربع والتي تشمل 6 أحياء عصرية ومتكاملة بمساحة بناء تقدر حوالي 2.2 مليون متر مربع، يتوسطها الحديقة المركزية واستصلاح الوادي لتكون قلب المدينة النابض بالحياة بمساحة 1.6 مليون متر مربع، ومرافقها المتكاملة بمعايير عالمية لتشمل أكثر من 35 ألف نسمة، ومرافق متنوعة ومدمجة، تحتوي على 6743 وحدة سكنية تشمل 608 فلل منفصلة و 872 فلة شبة المنفصلة و 1156 تاون هاوس و 4107 الشقق، و 8 مصليات ومستشفى خاص ومحطة تعبئة وقود و 4 مواقع لمدارس و 19 أرض مخصصة لمكاتب، وبتعدد مرافقها بين المرافق الاجتماعية والثقافية والخدمية تصبح مدينة السلطان هيثم مدينة قريبة من سكانها وزوارها تحتضنهم وتحتويهم وتلبّي احتياجاتهم وتطلعاتهم.
أما المرحلة الثانية فسيتم تنفيذها خلال الفترة (2028- 2035) على مساحة 2.6 مليون متر مربع وتستوعب أكثر من 23 ألف نسمة وتضم 4200 وحدة سكنية ومساحة بناء حوالي 1.4 مليون متر مربع.
في حين تبدأ المرحلة الثالثة بحلول عام 2033 وتستمر حتى 2040، وتقع على مساحة 2.3 مليون متر مربع وتستوعب أكثر من 21 ألف نسمة، وتحتوي على 3500 وحدة سكنية ومساحة بناء 1.3 مليون متر مربع.
بينما تبدأ المرحلة الرابعة والأخيرة من مراحل البناء بحلول عام 2038 وتستمر حتى 2045، على مساحة حوالي 5.5 مليون متر مربع تستوعب أكثر من 26 ألف نسمة، وتضم 4500 وحدة سكنية على مساحة بناء تقدّر بحوالي 1.9 مليون متر مربع.

## البنية التحتية

### الطرق
توفر المدينة سلسلة من الطرق الرابطة الجديدة إلى المدينة عبر طريق مسقط السريع وشارع السلطان قابوس؛ حيث تتوفر 23 نقطة وصول مختلف لتحقيق الوصول السريع وتجنب الازدحام. كما سيجري توسعة نقطتي الوصول الرئيسيتين الحاليتين من شارع السلطان قابوس؛ لإثبات الوصول الاتجاهي الكامل من وإلى المدينة، كما ستعمل الجسور والأقسام تحت الأرض على ضمان التدفق السلس للمركبات، وإضافة رابط جديد إلى تقاطع طريق مسقط السريع باتجاه بركاء، وتحسين الوصول من خلال التقاطعات الجديدة مع طريق حلبان المطوّر مع شارع السلام، وتحسين الوصول من المعبيلة من خلال إنشاء تقاطعات جديدة.
توفر شبكة الطرق المُقترحة داخل المدينة نظامًا هرميًا منظمًا جيدًا للشوارع والذي يتكون من البوليفارد وهو شارع خاص يركز على المشاة ومرافق النقل العام بطول 3.4 كم، وشوارع رئيسية للمدينة بطول 32 كم، وشوارع الأحياء بطول 150 كم، أما ممرات الأحياء والتي تسمح بمرور الترام، والسكوترات الكهربائية أو الدراجات الهوائية، وغيرها من وسائل التنقل الخفيفة والذكية بطول 32 كم، وفي جانب تعزيز التنقل النشط تتوفر مسارات للمشي ولمستخدمي التنقل الخفيف (الدراجات الهوائية وغيرها) بطول 25 كم، وتتكامل مع مسارات ضيقة ومظللة ومريحة بصريًا تعمل كحلقات وصل مباشرة للحديقة، وتتكامل هذه الممرات الصغيرة بسلاسة مع وسائل النقل العام.

## الخدمات
تشتمل المدينة على 25 جامعًا ومسجدًا ومصلّى، و 30 مدرسة حكومية، و 9 مدارس خاصة، وعدد 8 مراكز صحية، ومستشفى مرجعي متكامل به 1200 سرير، ومركز رعاية عصري لكبار السن وذوي الإعاقة، ومراكز تجارية جذابة منتشرة، وصالات رياضة مُغطاة ومفتوحة، وتفاصيل عديدة أخرى.

### الصحة
- مركز صحي من الفئة أ (20,000 مُراجع).
- مركز صحي من الفئة ب (10,000 مُراجع).
- مستشفى مرجعي (1,200 سرير).
- مستشفى خاص.
- مركز رعاية ذوي الإعاقة وكبار السن.

### التعليم
- مدارس حكومية.
- مدارس ثانوية حكومية.
- مدارس إعدادية حكومية.
- مدارس التعليم الأساسي الحكومية.
- مدارس ثانوية خاصة.
- مدارس إعدادية خاصة.
- مدارس التعليم الأساسي الخاص.
- جامعة.